# Макар'євка (Солтонський район)
Мака́р'євка (рос. Макарьевка) — село у складі Солтонського району Алтайського краю, Росія. Адміністративний центр Макар'євської сільської ради.

## Населення
Населення — 448 осіб (2010; 689 у 2002).
Національний склад (станом на 2002 рік):
- росіяни — 94 %